# Apocephalus euryterminus
Apocephalus euryterminus är en tvåvingeart som beskrevs av Brown 2002. Apocephalus euryterminus ingår i släktet Apocephalus och familjen puckelflugor. Inga underarter finns listade i Catalogue of Life.